# Верхнее Яхшеево
Ве́рхнее Яхше́ево (тат. Югары Яхшый) — село в Актанышском районе Республики Татарстан. Административный центр Верхнеяхшеевского сельского поселения.

## География
Село находится Восточном Закамье на ручье Улишмень (левый приток р. Сикия), в 31 км к юго-западу от села Актаныш.

## История
Село было основано в XVII веке башкирами Булярской волости. 
Во время проведения III ревизии 1762 года в селении были учтены тептяри команды Минея Бекбовова в количестве 22 душ мужского пола. Согласно  материалам IV ревизии (1782 г.), их число возросло до 38 душ мужского пола. Сохранились сведения о дальнейшем поселении тептярей и припущенников в деревне: в 1792 году башкирами-вотчинниками был заключён договор о поселении в деревне 3 тептярей и башкира-припущенника Енейской волости с уплатой 25 рублей 70 копеек и в дальнейшем по 10 копеек в год со двора.
С конца XVIII века в ревизских сказках стали учитываться лица, состоявшие в башкирском сословии. В 1795 году в Верхнем Якшеево в этой категории числились 89 человек в 12 дворах, в тептярском звании состояли 15 человек в 2 дворах. Соотношение башкир и тептяр в деревне указывает на переход части последних в более привилегированную группу населения.
В «Списке населенных мест по сведениям 1870 года», изданном в 1877 году, населённый пункт упомянут как деревня Якшиева 1-го стана Мензелинского уезда Уфимской губернии. Располагалась при речке Улуймене, по правую сторону почтового тракта из Мензелинска в Бирск, в 50 верстах от уездного города Мензелинска и в 20 верстах от становой квартиры в деревне Поисева. В деревне, в 65 дворах жили 341 человек (175 мужчин и 166 женщин, тептяри), были мечеть, училище. Жители занимались земледелием, скотоводством, пчеловодством, ткачеством.

## Население
| 1795 | 1859 | 1870 | 1884 | 1906 | 1913 | 1920 | 1926 | 1938 | 1949 | 1958 | 1970 | 1979 | 1989 | 2002 | 2010 | 2015 |
| ---- | ---- | ---- | ---- | ---- | ---- | ---- | ---- | ---- | ---- | ---- | ---- | ---- | ---- | ---- | ---- | ---- |
| 128  | 304  | 341  | 509  | 759  | 545  | 528  | 473  | 465  | 527  | 322  | 361  | 280  | 203  | 203  | 202  | 204  |

Национальный состав
Согласно результатам переписи 2002 года, в национальной структуре населения села татары составляли 99%.

### Комментарии
1. ↑  Расстояние измерено с помощью инструментария Яндекс.Карты